# Cờ Chiến thắng

"Cờ Chiến thắng số 5" được cắm ngay bên dưới một bức tượng trên nóc tòa nhà Reichstag

Cờ Chiến thắng Xô viết (tiếng Nga: Знамя Победы) là lá cờ được lính Hồng Quân cắm trên nóc tòa nhà Reichstag ở Berlin vào ngày 1 tháng 5 năm 1945, một ngày sau khi Adolf Hitler tự sát. Lá cờ được cắm bởi ba người chiến sĩ Xô viết: Alexei Berest, Mikhail Yegorov, và Meliton Kantaria.

Lá cờ Chiến thắng, được tạo ra trong thời kỳ chiến tranh, là biểu tượng chính thức cho chiến thắng của nhân dân Xô viết trước phát xít Đức trong Chiến tranh thế giới thứ hai. Nó cũng là một trong những báu vật quốc gia của Nga. Dòng chữ Kirin trên cờ ghi: 
Sư đoàn súng trường 150 Idritsa - Huân chương Kutuzov hạng II, Quân đoàn súng trường 79, Tập đoàn quân xung kích 3, Phương diện quân Belorussia 1.

Mặc dù đây không phải là lá cờ duy nhất được kéo lên trên tòa nhà Reichstag, nó là lá cờ đầu tiên và duy nhất còn sót lại trong số những lá cờ "chính thức" được đặc biệt chuẩn bị cho sự kiện này. Trong những buổi lễ diễu binh mừng ngày Chiến thắng mùng 9 tháng 5 tại Moskva, một bản sao của lá Cờ Chiến thắng số 5 được mang theo ngay sau quốc kỳ Nga. (năm 2015 thứ tự này được đổi ngược lại.)
Theo luật pháp Nga, lá cờ Chiến thắng phải được lưu trữ vĩnh viễn tại một địa điểm an toàn và cho phép công chúng tới xem.

## Cờ Chiến thắng của Yeltsin

Lá cờ được Boris Yeltsin chấp thuận trong một sắc lệnh năm 1996 từng là cờ của Quân đội Nga

Một phiên bản khác của cờ Xô viết không có biểu tượng búa liềm được tổng thống Boris Yeltsin trao địa vị giống như quốc kỳ vào ngày 5 tháng 4 năm 1996. Tổng thống Vladimir Putin cũng lấy Cờ Chiến thắng làm cờ chính thức của Quân đội Nga. Lá cờ này được đặt theo tên của lá cờ được cắm trên tòa nhà Reichstag, cũng là Cờ Chiến thắng.
Ngày nay phiên bản này không còn là một biểu tượng chính thức nữa. Cờ của Lục quân Nga được đổi lại thành một lá cờ khác không còn biểu tượng ngôi sao thời Xô viết.
Những lá cờ được sử dụng nhân dịp ngày Chiến thắng Xô viết nay được luật pháp liên bang định rõ.